# Aigeus
Aigeus (latinsky Aegeus) je v řecké mytologii athénský král. Jeho rodiči byli Pandíón, athénský král a jeho manželka Pélla.
V době vlády krále Mínóa na Krétě byly vztahy s Athénami velmi dobré obchodně i politicky, takže nebylo divu, že krétší borci soutěžili na athénských hrách. Jedněch her se zúčastnil také Mínóův syn Androgeós a zvítězil. Aigeus nesnesl porážku domácích závodníků a Androgea zabil. Jeho otec vyplul se silným vojskem proti Athénám a aby
se zabránilo válce, byla dohodnuta krutá daň: Athény budou každých devět let posílat sedm panen a sedm paniců na Krétu, kde budou obětování obludě Mínotaurovi, dokud bude živ.
Když nastal čas potřetí opakované oběti, nechal se mezi ně zařadit nevlastní králův syn Théseus. V labyrintu bojoval s Mínotaurem a zabil ho. S pomocí Ariadny, dcery krétského krále, se také šťastně dostal ven z bludiště.
Cestou na Krétu plula Théseova loď pod černými plachtami, na znamení smutku, že veze oběti. S králem Aigeem bylo domluveno, že bude-li se Théseus vítězně živ a zdráv vracet, vytáhne plachty bílé, aby otec radostnou zprávu zdaleka viděl. Jenže Théseus to neudělal a tak král, vida zdáli černé plachty, ze zoufalství se vrhl ze skály do moře. Moře bylo pojmenováno jeho jménem - Egejské moře.
Za zmínku stojí, že u krále Aigea se nakrátko objevila také jiná postava řeckých bájí - Médeia. Když byli s Iásónem vyhnání z Iólku, kde zabila krále Pelia a poté ještě Glauku i jejího otce Kreonta. Toto vražedné dílo zakončila ještě zabitím svých dvou synů Mermera a Feréta. S tímto rejstříkem se uchýlila do Athén k Aigeovi, i tady se však pokusila zabít, tentokrát Thésea. Byla vyhnána potřetí a zmizela prý někde na východě za řekou Tigridem.